# Anastasia Jakimovová
Anastasia Jakimovová běl. Настасься Якімава (* 1. listopadu 1986, Minsk, Bělorusko tehdy Sovětský svaz) je běloruská profesionální tenistka. Jejím nejvyšším umístěním na žebříčku WTA ve dvouhře bylo 49. místo (31. červenec 2006) a ve čtyřhře 67. místo (19. červen 2006). Na okruhu WTA dosud vyhrála 2 turnaje ve čtyřhře. Na okruhu ITF zvítězila na 9 turnajích ve dvouhře a 8 turnajích ve čtyřhře.

## Finálové účasti na turnajích WTA (3)

### Čtyřhra - výhry (2)
| Legenda                     |
| Kategorie Tier III (1)      |
| Kategorie Tier IV (1)       |
| Kategorie International (0) |
| Kategorie Premier (0)       |

| Č. | Datum           | Turnaj              | Povrch | Partnerka                | Soupeřky ve finále                    | Výsledek       |
| 1. | 27. květen 2006 | Istanbul, Turecko   | antuka | Aljona Bondarenková      | Sania Mirzaová Alicia Moliková        | 6-2, 6-4       |
| 2. | 7. říjen 2007   | Taškent, Uzbekistán | tvrdý  | Jekatěrina Dzegalevičová | Anastasia Rodionovová Taťána Pučeková | 2-6, 6-4, 10-7 |

### Čtyřhra - prohry (1)
| Legenda                     |
| Kategorie International (1) |

| Č. | Datum         | Turnaj           | Povrch | Partnerka      | Vítězky                           | Výsledek    |
| 1. | 21. únor 2010 | Bogotá, Kolumbie | antuka | Olga Savčuková | Gisela Dulková Edina Gallovitsová | 6-2, 7-6(6) |

## Fed Cup
Anastasia Jakimovová se zúčastnila 16 zápasů ve Fed Cupu za tým Běloruska s bilancí 4-9 ve dvouhře a 6-1 ve čtyřhře.

## Postavení na žebříčku WTA na konci sezóny

### Dvouhra
| Rok    | 2003 | 2004   | 2005   | 2006  | 2007   | 2008   | 2009  |
| Pořadí | 288. | ▲ 177. | ▲ 101. | ▲ 69. | ▼ 121. | ▲ 113. | ▲ 98. |

### Čtyřhra
| Rok    | 2004 | 2005  | 2006   | 2007   | 2008   | 2009   |
| Pořadí | 425. | ▲ 94. | ▼ 113. | ▲ 101. | ▼ 125. | ▼ 302. |